# نهائي كأس رابطة الأندية الإنجليزية المحترفة 1967
نهائي كأس رابطة الأندية الإنجليزية المحترفة 1967 هي المباراة النهائية من منافسة كأس رابطة الأندية الإنجليزية المحترفة 1966–67، أقيمت المباراة في 4 مارس 1967، في ملعب ويمبلي، بين فريقي كوينز بارك رينجرز، ووست بروميتش ألبيون، وفاز فيها كوينز بارك رينجرز، بعد أن هزم وست بروميتش ألبيون، بنتيجة 3 - 2.

## تفاصيل المباراة
لعبت المباراة النهائية في 4 مارس 1967.
| كوينز بارك رينجرز | 3 -2 | وست بروميتش ألبيون |
| ----------------- | ---- | ------------------ |
|                   |      |                    |